# Ali Bomaye
«Ali Bomaye» — другий трек з п'ятого студійного альбому американського репера The Game Jesus Piece. На цензурованій версії платівки пісню скорочено до 5:21. Більшість критиків позитивно оцінили пісню.

## Передісторія
У 1974 Мухаммед Алі бився з Джорджем Форманом у рамцях поєдинку «Гуркіт у джунглях». Конголезькі глядачі підбадьорювали боксера, кричачи «Ali Bomaye!» (у пер. з лінґала «Алі, вбий його!»). Ґейм використав цей вигук у приспіві.
В інтерв'ю Vibe він пояснив: «Якось дивився фільм і не мав назви для пісні… Алі Бомає. Саме так я й написав гук». Потім репер надіслав трек 2 Chainz і Ріку Россу, аби ті додали свої куплети. Пісня закінчується скитом з участю коміка Кевіна Гарта.
У серпні 2013 «Ali Bomaye» надіслали діджеям як промо-сингл до Jesus Piece. Трек потрапив до саундтреку відеогри Grand Theft Auto V на Радіо Лос-Сантос, присвяченому хіп-хопу Західного узбережжя.

## Відеокліп
У січні 2013 The Game зняв першу частину відеокліпу з Ріком Россом, а 11-12 лютого — з 2 Chainz у Лос-Анджелесі. Прем'єра відбулась 2 липня. Камео: French Montana, DJ Khaled і Кріс Браун.

## Чартові позиції
| Чарт (2013)                                        | Найвища позиція |
| -------------------------------------------------- | --------------- |
| США Bubbling Under R&B/Hip-Hop Singles (Billboard) | 1               |